# Peter Tantholdt Hansen
Peter Tantholdt Hansen (født Peter August Tantholdt Hansen; 16. maj 1926 i Måløv (Ballerup Mark) – 28. juli 2010 i Lima, Peru) var en dansk jesuiterpræst og missionær. Søn af kioskforpagter Karl Vilhelm Hansen og Jenny Kristine Olsen.

## Uddannelse
- Klassisk-sproglig studentereksamen, Østre Borgerdyd Gymnasium, 1945
- Juridisk embedseksamen, Københavns Universitet, 1954
- Teologiske studier i Tyskland, senere også i Schweiz og Rom 1953-1966

## Livsforløb
Han spillede på Danmarks håndboldlandshold og basketball-landsholdet gennem hele sin ungdom.
Efter sin juridiske embedseksamen var han en kort overgang lærer ved statsfængslet på Kragskovhede.
Han har været munk i Karteuserordenen i Schweiz.
Han indtrådte i Societa Jesu (Jesuiterordenen) den 17. september 1959 og blev præsteviet i den katolske kirke Sankt Augustins Kirke på Østerbro i København af biskop Hans Ludvig Martensen i 1966.
I 1968 rejste han som missionær til Peru, hvor han i Andesbjergene levede blandt indianere, som var efterkommere af inkaerne. De første år var han på en missionsstation i Amazonas-junglen i den nordlige del af landet, hvor han blev udnævnt til høvding. Han missionerede dog ikke. Han sørgede for, at skolebørnene dagligt fik ernæring, ligesom han underviste i sundhedslære, ernæring, læsning og skrivning og oprettede skoler i håndværk og landbrug. Han sørgede også for at skaffe flere ressourcer til de forskellige landsbyer, bl.a strøm og elektricitet.
I de seneste år bosatte han sig i landsbyen Urcos (som ligger en times kørsel fra Cuzco, inkaernes gamle hovedstad). Hans "sogn" var et område på størrelse med Sjælland og med bjerge op til 5.000 meters højde, og med en forholdsvis lang rejsetid til de nærmeste landsbyer. Han boede oftest i landsbyen Quico Grande beliggende i 5.000 meters højde.
Peter Tantholdt Hansen blev kremeret i Lima og hans aske bragt til Cusco, hvor de jordiske rester er sat i krypten i Jesuiternes kirke 'Iglesia La Compañía de Jesús' i Cusco.